# Sous-district (Chine)
Un sous-district (chinois : 街道 ; pinyin : jiēdào) est une division administrative du niveau cantonal (乡级) en République populaire de Chine.